# Rekishi ni Nokoru Akujo ni Naru zo
Rekishi ni Nokoru Akujo ni Naru zo: Akuyaku Reijō ni Naru hodo Ōji no Dekiai wa Kasoku suru yō desu! (歴史に残る悪女になるぞ 悪役令嬢になるほど王子の溺愛は加速するようです！?), también conocida como I'll Become a Villainess Who Goes Down in History en inglés, es una serie de novelas ligeras japonesas escritas por Izumi Okido e ilustradas por Jyun Hayase. La serie comenzó como una novela web publicada en el sitio de publicación de novelas web generada por usuarios Shōsetsuka ni Narō en diciembre de 2018. 
Posteriormente fue adquirida por Enterbrain, quien comenzó a publicarla como una novela ligera bajo su sello de novelas ligeras B's Log Bunko en agosto de 2019. La adaptación de manga ilustrada por Akari Hoshi comenzó a serializarse en el sitio web de manga B's Log Comic de Enterbrain en mayo de 2020. Una adaptación de la serie de televisión de anime producida por Maho Film se estrenó en octubre de 2024.

## Sipnosis
Una joven mimada y malcriada del Japón moderno es una otaku fascinada con las villanas de los videojuegos otome, en especial, a su personaje favorito, Alicia Williams. A pesar de que ella siente un odio hacia las heroínas protagonistas "buenas y de dos zapatos", su mayor deseo es reencarnarse en el mundo de uno de los juegos otome y ser una verdadera villana.
Inesperadamente, sus deseos se vuelven realidad cuando descubre que había sido renacida como la mismísima Alicia y gracias a la nueva oportunidad que le da su nueva vida, decide pasarse a la historia convirtiéndose en la mejor villana que existiera jamás. Para lograrlo, tendrá que volverse mucho más fuerte y mucho más inteligente que la protagonista. Solo hay un problema: cuanto más se esfuerza por ser malvada, ¡más se enamora el príncipe de ella!

## Personajes
Alicia Williams (ウィリアムズ・アリシア Uiriamuzu Arishia?)
 Seiyū: Atsumi Tanezaki (audio drama), Kanna Nakamura (anime)
La protagonista, que ha renacido como la villana, se esfuerza por ser lo mejor que puede en su trabajo, especialmente porque el rey la ha contratado para intimidar a Liz y sacarla de su zona de confort. Se involucra más en su trabajo porque Liz tiene seguidores que se pelean y acosan a cualquiera que no la siga ciegamente. Alicia es muy compasiva con los menos afortunados, habiendo acogido a un niño de un pueblo al que la gente está desterrada para que lo cuide; incluso le dio su ojo a un anciano que fue amable con ella.
Duke Seeker (シーカー・デューク Shīka Deyūku?)
 Seiyū: Yūma Uchida (audio drama), Kaito Ishikawa (anime)
Príncipe del Reino. Está enamorado de Alicia, pero no logra transmitirle sus intenciones. A diferencia de los otros hombres que fueron objetivos de captura de Liz en el juego, a él le molesta y trata de evitarla.
Jill (ジル Jiru?)
 Seiyū: Mariya Ise (audio drama), Rie Takahashi (anime)
Will (ウィル Uiru?)
 Seiyū: Hiroshi Yanaka
Liz Cather (キャザー・リズ Kyazā Rizu?)
 Seiyū: Manaka Iwami
La heroína del juego. Dicho sin rodeos, Liz es una idiota que piensa como una niña y cree que "matar es malo". Liz tiene magia de control mental, pero no lo sabe, lo que hace que, sin querer, lave el cerebro de los demás para que estén de acuerdo con sus puntos de vista. Alicia intenta en numerosas ocasiones ayudarla a crecer mentalmente, pero todos los que han sido hechizados se entrometen constantemente. Peor aún, Liz casi hace que maten a Alicia, ya que la congeló mientras intentaba matar a su secuestrador con un hacha. El secuestrador casi mata a Alicia, pero Liz no podía comprender su culpa e incluso ignorando la declaración de Alicia de que estaba a punto de morir. Esto enfureció al príncipe por su estupidez, e intenta congelarla por casi hacer que maten a Alicia. Dos años después, Alicia habló con Liz sobre restringirla solo a ella cuando, de hecho, Liz tenía el poder de restringir tanto a Alicia como al matón. Liz, sin saberlo, tenía una malicia oculta hacia Alicia a pesar de ser la supuesta Santa. Y como Liz solo dice cosas más que tomar medidas para mejorar las cosas para todos, Alicia le dice a Liz que tenga un plan para hacer lo correcto. Liz comienza a pensar en las cosas cuando se da cuenta de que Alicia en realidad la ayuda a crecer y ve a algunos de sus seguidores haciendo cosas malas y enmarcando a Alicia hasta que quedan expuestos. Cuando Liz se da cuenta de que a Duke realmente le gusta Alicia y todavía se interpone en su camino, su malicia crece aún más y más fuerte, combinando malicia y su magia hace que las personas en su hechizo sean más controladas y violentas.
Albert Williams (ウィリアムズ・アルバート Uiriamuzu Arubāto?)
 Seiyū: Ryōta Ōsaka
El hermano de Alicia. Cuando Alicia le pregunta a Albert si no sacaría su espada cuando un miembro de la familia esté a punto de ser asesinado, debido al hechizo de encanto de Liz, él dice que no lo haría, ya que esto demuestra su voluntad de traicionar a su familia por estar en contra del concepto de autodefensa y ha abandonado su orgullo como caballero.
Alan Williams (ウィリアムズ・アラン Uiriamuzu Aran?)
 Seiyū: Kōhei Amasaki
Henry Williams (ウィリアムズ・ヘンリ Uiriamuzu Henri?)
 Seiyū: Haruki Ishiya
Eric Hudson (ハドソン・エリック Hadoson Erikku?)
 Seiyū: Kent Itō
Finn Smith (スミス・フィン Sumisu Fin?)
 Seiyū: Ayumu Murase
Gale Evans (エバンズ・ゲイル Ebanzu Geiru?)
 Seiyū: Shōya Chiba
Curtis Kenwood (ケンウッド・カーティス Kenuddo Kātis?)
 Seiyū: Nobuhiko Okamoto
Arnold Williams (ウィリアムズ・アーノルド Uiriamuzu Ānorudo?)
 Seiyū: Kazuyuki Okitsu
Luke Seeker (シーカー・ルーク Shīkā Rūku?)
 Seiyū: Takehito Koyasu

## Contenido de la obra

### Novela ligera
La novela fue escrito por Izumi Okido, Rekishi ni Nokoru Akujo ni Naru zo comenzó a serializarse como una novela web en el sitio de publicación de novelas web generada por usuarios Shōsetsuka ni Narō en diciembre de 2018. Luego fue adquirida por Enterbrain, quien comenzó a publicarla como una novela ligera bajo su impresión de la novela ligera B's Log Bunko con ilustraciones de Jyun Hayase el 15 de agosto de 2019. A marzo de 2024, se han publicado seis volúmenes.

### Manga
Una adaptación de manga ilustrada por Akari Hoshi comenzó a serializarse en el sitio web de manga B's Log Comic de Enterbrain el 5 de mayo de 2020. Se ha recopilado en cuatro volúmenes hasta agosto de 2023. La adaptación al manga tiene licencia en Norteamérica de Yen Press.

### Anime
El 9 de agosto de 2023 se anunció una adaptación de la serie de televisión de anime. La serie está producida por Maho Film y dirigida por Yūji Yanase, con Sawako Hirabayashi a cargo de los guiones de la serie, Yūko Watabe y Eri Kojima diseñando los personajes y Moe Hyūga componiendo la música. Su estreno está previsto para el 1 de octubre de 2024 en Tokyo MX. El tema de apertura es "Baddududu" interpretado por Liyuu, mientras que el tema de cierre es "Wacchu Ane?" interpretado por Rin Kurusu. Crunchyroll obtuvo la licencia de la serie fuera de Asia.

## Recepción
La serie en su conjunto ha vendido más de 850.000 copias en lanzamientos físicos y digitales hasta agosto de 2023.